# Маньківський Микита Борисович
Маньковський Мики́та Бори́сович (11 (24) грудня 1914 — 4 грудня 2014) — український радянський невропатолог і геронтолог. Доктор медичних наук, професор, Заслужений діяч науки України, лауреат Державної премії України.

## Біографія
Народився 11 (24) грудня 1914 року в Києві, в сім'ї відомого радянського невропатолога Б. М. Маньківського.
Після закінчення семирічної школи вступає до електротехнічного технікуму, а згодом — на електротехнічний факультет Київського політехнічного інституту, де провчився два роки. Після цього перейшов до Київського медичного інституту, який закінчив у 1939 році й вступив до аспірантури.
У вересні 1939 року призваний до лав РСЧА, проходив службу військовим лікарем, викладачем Київського військово-медичного училища. Учасник німецько-радянської війни з 1941 по 1945 роки на посадах командира медико-санітарної роти, медико-санаторного батальйону 22-ї гвардійської стрілецької дивізії Північно-Західного фронту, з листопада 1942 року — командир медсанбату 2-го гвардійського механізованого корпусу, з грудня 1943 року — начальник 1-го відділу польового евакопункту (ПЕП) 2-ї гвардійської армії. Навесні 1945 року під час артилерійського обстрілу супротивника був контужений і важко поранений. Лікувався у шпиталі в м. Каунас, потім був переведений до Москви.
З 1945 року — молодший науковий співробітник Київського психоневрологічного інституту.
У 1948–1950 роках — доцент кафедри нервових хвороб Київського медичного інституту.
З 1950 по 1955 роки обіймав посаду ректора Чернівецького медичного інституту.
У 1955 році перейшов на посаду старшого наукового співробітника відділу клінічної неврології Інституту фізіології АН УРСР, де пропрацював до 1959 року.
У 1959–1964 роках — проректор з наукової роботи та завідувач кафедри нервових хвороб Київського медичного інституту.
З 1964 року — заступник директора з наукової роботи, керівник клінічного сектору й завідувач відділу клінічної фізіології та патології нервової системи Інституту геронтології АМН України.

## Наукова діяльність
У своїх перших повоєнних наукових роботах одним із перших у вітчизняній літературі описав клініку і гістопатологію первинних інфекційних мієлітів, опублікував дослідження стосовно підгострого переднього поліомієліту з детальним його клінічним і гістопатологічним аналізом і обґрунтував інфекційно-вірусну природу захворювання.
Також займався дослідженням ролі алергічних механізмів у патогенезі деяких нейроінфекційних захворювань: при антирабічних щепленнях, грипі, сепсисі, синдромі геморагічного менінгоенцефаліту тощо. Він вперше у вітчизняній літературі з використанням гістопатологічних методик довів значення судинного чинника у механізмі ураження нервової системи при цій патології.
Значної уваги приділяв вивченню ревматичних уражень нервової системи: вперше виділив і описав синдроми геморагічного ревматичного менінгоенцефаліту, менінгоенцефаломієлорадикулоневриту, синдром так званої митральної епілепсії при нейроревматизмі.
Основні наукові дослідження М. Б. Маньківського останніх років пов'язані з вивченням функціональних змін нервової системи в процесі старіння людини, особливостей розвитку, клінічного перебігу, диференційної діагностики та лікування хвороб нервової системи серед людей похилого віку.
Він також є засновником нової галузі вітчизняної медичної науки — нейрогеронтології та нейрогеріатрії.
М. Б. Маньківський є автором близько 300 наукових робіт, серед яких 9 монографій. Під його керівництвом захищено 13 докторських та 57 кандидатських дисертацій.

## Нагороди і почесні звання

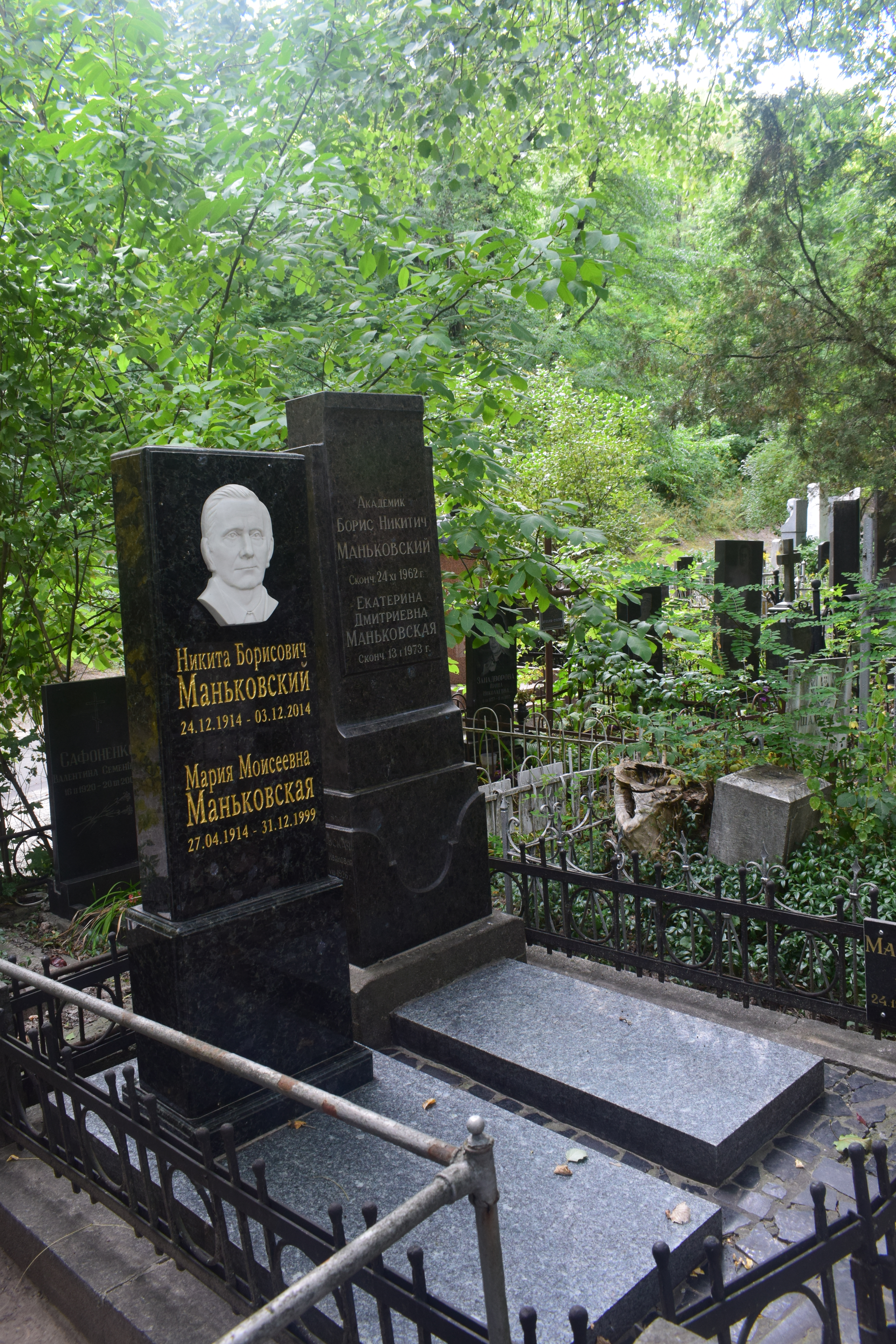
Могила Микити Маньківського на Байковому кладовищі у Києві

- Заслужений діяч науки України (1978);
- Лауреат Державної премії України (1984).

За участь у німецько-радянській війні нагороджений орденами Вітчизняної війни 1-го (06.04.1985) та 2-го (02.06.1944) ступенів, Червоної Зірки (21.11.1942), медалями.

## Основні наукові роботи
- Ревматичний енцефаліт. — Київ: Держмедвидав, 1959.
- Старіння й нервова система. — Київ: Здоров'я, 1972 (у співавторстві).
- Судинний паркінсонізм. — Київ; Здоров'я, 1982 (у співавторстві).
- Руководство по гериатрии. — Москва: Медицина, 1982 (у співавторстві).
- Биология старения. — Ленинград: Наука, 1982 (у співавторстві).
- Атеросклероз и возраст. — Ленинград: Медицина, 1982 (у співавторстві).
- Долгожители. Нейрофизиологические аспекты. — Ленинград: Наука, 1988 (у співавторстві).